# Никола Шипчић
Никола Шипчић (Прибој, 17. маја 1995) српски је фудбалер, који тренутно наступа за Тенерифе. Висок је 192 центиметра и игра штопера.